# Gotthilf Berger

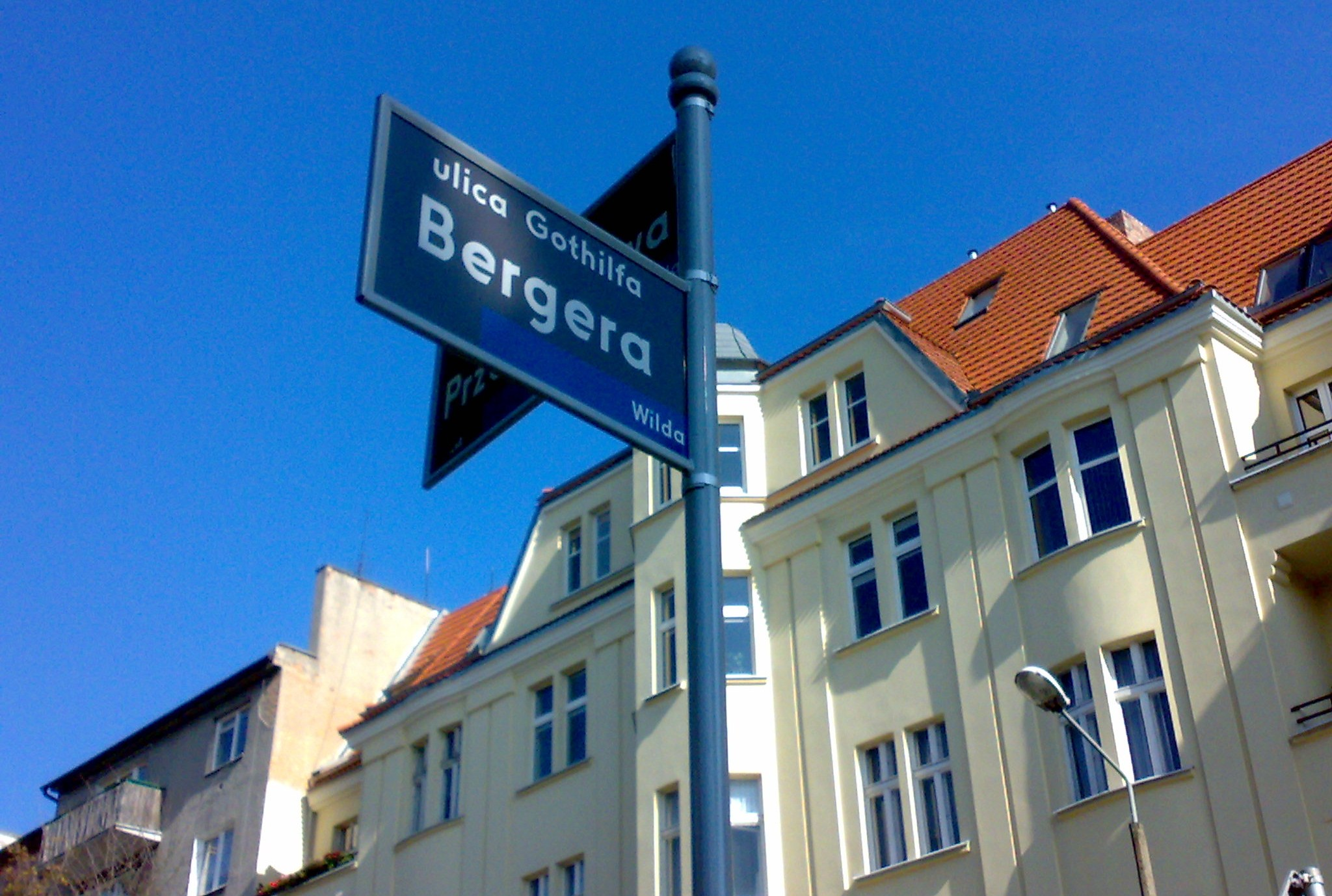
Gotthilf-Berger-Straße in Posen

Gotthilf Berger (* 21. Mai 1794 in Posen; † 9. Februar 1874 ebenda) war ein Posener Kaufmann, Wohltäter und Ratsherr.

## Leben
Durch Wein- und Holzhandel wohlhabend geworden, widmete sich der Philanthrop Berger der Wohltätigkeit. Er wurde mehrmals zum Posener Stadtrat gewählt und war von 1859 bis 1870 Mitglied des Preußischen Abgeordnetenhauses. Er war Mitglied der Fortschrittspartei und schloss sich 1866 der von dieser abgespaltenen Nationalliberalen Partei an. Er ermöglichte 1861 durch eine Spende von 65.000 Talern den Neubau des 1853 unter seiner Mitwirkung gegründeten städtischen Realgymnasiums, das seit 1890 seinen Namen trug. In diesem Gymnasium wurden Schüler unabhängig von ihrer Nationalität oder Konfession angenommen. Es gab polnische Klassen und die Hälfte des Lehrpersonals gehörte zum polnischen Bevölkerungsteil Posens. In dem Gebäude befindet sich heute die Technische Universität Posen. Berger besaß ein klassizistisches Mietshaus am heutigen Kolegiacki-Platz, errichtet 1802–1893. Heute ist das Gebäude Sitz des Kolegiacki-Hotels. Nach seinem Tod entstand die Gotthilf-Berger-Stiftung, die u. a. den Bau des Altenheimes im Stadtteil Wilda finanzierte. Seinen Namen trägt eine Straße im Stadtteil Wilda.